# 319
319 је била проста година.

## Догађаји
- Цар Константин Велики забрањује раздвајање породица робова, приликом промене власништва.
- Краљ Чандрагупта наследио је свог оца Гхатоткачу, као владар Гупта царства.
- Хришћанство се слободно проповеда у Колхиди, данашња Грузија.
- Арије путује у Никомедију на позив епископа Јевсевија, пошто га је Александар, патријарх Александријски, оптужио за јерес и осудио. Ово доводи до аријанске контроверзе.

## Смрти
- Теодор Стратилат